# Сима Томић
Сима Томић (Крагујевац, 1866 — Ментони, 5. јануар 1903) био је српски историчар, филолог, слависта.
Завршио је гимназију у Крагујевцу 1885. године, а исте године започео је студије на Историјско-филолошком одсјеку Велике школе у Београду. Студије је завршио 1889. године, те се запослио као професор у Крагујевцу. Усавршавао се у Петрограду, Москви, Прагу, Лајпцигу и Бечу. Био је професор Прве београдске гимназије и доцент на Великој школи где је предавао словенску филологију. Бавио се историјом славистике, писао је расправе о језику, проучавао граматику и македонски језик.
Главна дјела Симе Н. Томића посвећена су Вуку Караџићу и Павлу Шафарику. Објављивао је значајне радове у периодици свога времена и уређивао лист Наставник. Својом расправом Народна библиотека у Београду, анонимно објављеном, указао је на значај националне институције културе.
Објављивао је прилоге у Летопису Матице српске, Босанској вили (под псеудонимом Атом), Наставнику, Професорском гласнику, Делу, Босанско-херцеговачком источнику, Одјеку и другим.
Главни радови Симе Н. Томића су: Вук Стеф. Караџић, Формални развитак номиналних наставака за основе, Књижевни и научни рад Павла Јос. Шафарика, Поглед на прошлост српског језика. После његове смрти остала је у рукопису припремљена за штампу Маћедонска граматика, која је требало да буде одштампана у Петрограду.
Његов брат је био историчар Јован Томић.